# Pagomari
Pagomari est le mot basque désignant la « dame hêtre », le « Mari du hêtre ». C'était un grand hêtre occupant un replat d'Aralar qui a pour nom Intzezelai ou intzazelai, à l'Ouest du mont Eurlatz (1283m.). Il a dépéri et il ne subsiste guère que la base de son tronc avec ses racines. 

## Contexte historique
La forêt est considérée bien avant l'époque romain comme un saltus, une zone sauvage, en opposition avec l'ager, le domaine cultivé. Elle est aussi considérée comme un lieu de culte des arbres dans les Pyrénées. Nombre de petits monuments (autels votifs) portent des inscriptions qui laissent penser que les l'Aquitains ou Proto-Basques vénéraient le dieu chêne (Arixo deo) et le dieu hêtre (Fago deo). Ces culte perdurent sous de multiples formes comme on le voit à Arantzazu avec la Vierge de l'Aubépine.

## Légende
Il y eut une époque où l'on ne pouvait pas laisser seules les brebis dans la montagne à cause des loups. Aussi lorsque les hommes se virent obligés de travailler au village, ce furent les femmes qui, dans les maisons, prirent soin des troupeaux. Un jour une jeune fille, Mari, était bergère à Intzezelai. De jeunes séminaristes la virent alors qu'ils venaient du Guipuscoa et se dirigeaient vers le sanctuaire de San Migel d'Aralar. Au moment de s'en retourner chez eux, l'un d'entre eux dit qu'il ne voulait pas se faire prêtre et il monta à Intzezelai pour tenir compagnie à Mari. Alors qu'ils gardaient tous les deux les brebis, il se mit à tonner. Ils allèrent se réfugier sous un hêtre bien feuillu d'Intzezelai. C'est alors que la foudre tomba sur eux et ils moururent. Depuis cette époque ce hêtre est appelé Pagomari.

## Étymologie
Pago, fago signifie « hêtre » en basque. Le suffixe a désigne l'article : pagoa se traduit donc par « le hêtre ».